# Чермно
Чермно — деревня в Польше. Входит в состав гмины Тышовце Томашувского повята Люблинского воеводства. Является предположительным местонахождением старинного города Червен, самого большого из ряда Червенских городов, последнее упоминание о котором относится к 1289 году. На месте «похороненного» города с течением веков образовалась деревня.